# Зимник (Селижаровский район)
 Зимник  — опустевшая деревня в Селижаровском муниципальном округе Тверской области.

## География
Находится в западной части Тверской области на расстоянии приблизительно 18 км на юг по прямой от административного центра округа поселка Селижарово на правом берегу речки Песочня.

## История
Деревня была показана ещё на карте 1825 года. На карте 1939 года показана как поселение с 12 дворами. До 2020 года входила в состав Оковецкого сельского поселения Селижаровского района до их упразднения. По состоянию на 2020 год опустела.

## Население
Численность населения: 2 человека (русские 100 %) в 2002 году, 1 в 2010.